# 黑裸齒隆頭魚
黑裸齒隆頭魚，為輻鰭魚綱鱸形目隆頭魚亞目隆頭魚科的其中一種，分布於東太平洋區，從加利福尼亞灣至厄瓜多海域，棲息深度40-160公尺，本魚體呈肉紅色，腹部灰白色，頭大而尖，體修長，體長可達32.3公分，棲息在沙石底質的海域，生活習性不明，可作為食用魚。